# Marie-Madeleine Signouret
Marie-Madeleine Signouret, né à Aix-en-Provence le 20 décembre 1918 et morte à Cadenet le 9 février 1996, est une femme politique française.

## Carrière politique
Elle est maire de Cadenet entre 1977 et 1983, une commune située dans le Luberon.
Élue suppléante de Maurice Charretier lors des élections législatives de 1978, elle devient députée de la troisième circonscription de Vaucluse lorsque ce dernier est nommé ministre du Commerce et de l'Artisanat du troisième gouvernement Raymond Barre. Elle fait son entrée à l'Assemblée nationale le 5 août 1979 et y siège jusqu'à la fin de la sixième législature, le 22 mai 1981.

## À voir aussi